# Scrimă la Jocurile Olimpice de vară din 1992
Probele de scrimă la Jocurile Olimpice de vară din 1992 s-au desfășurat în perioada 30 iulie–7 august la Barcelona, Spania.

## Clasament pe medalii
| Loc | Țară             | Aur | Argint | Bronz | Total |
| --- | ---------------- | --- | ------ | ----- | ----- |
| 1   | Germania         | 2   | 1      | 0     | 3     |
| 1   | Italia           | 2   | 1      | 0     | 3     |
| 3   | Franța           | 2   | 0      | 3     | 5     |
| 4   | Echipa Unificată | 1   | 2      | 2     | 5     |
| 5   | Ungaria          | 1   | 2      | 0     | 3     |
| 6   | Cuba             | 0   | 1      | 1     | 2     |
| 7   | China            | 0   | 1      | 0     | 1     |
| 8   | Polonia          | 0   | 0      | 1     | 1     |
| 8   | România          | 0   | 0      | 1     | 1     |

## Evenimente

### Masculin
| Probă              | Aur                                                                                                   | Argint | Bronz                                                                                                   |
| Spadă individual   | Éric Srecki (FRA)                                                                                     | Pavel Kolobkov (EUN)                                                                                             | Jean-Michel Henry (FRA)                                                                                 |
| Spadă pe echipe    | Germania Elmar Borrmann Robert Felisiak Arnd Schmitt Uwe Proske Wladimir Resnitschenko                | Ungaria Iván Kovács Krisztián Kulcsár Ferenc Hegedűs Ernõ Kolczonay Gábor Totola                                 | Echipa Unificată Pavel Kolobkov Andrei Șuvalov Sergei Kravciuk Sergei Kostarev Valeri Zaharevici        |
| Floretă individual | Philippe Omnès (FRA)                                                                                  | Serhii Holubîțkîi (EUN)                                                                                          | Elvis Gregory (CUB)                                                                                     |
| Floretă pe echipe  | Germania Udo Wagner Ulrich Schreck Thorsten Weidner Alexander Koch Ingo Weißenborn                    | Cuba Elvis Gregory Guillermo Betancourt Scull Oscar García Perez Tulio Diaz Babier Hermenegildo Garcia Marturell | Polonia Marian Sypniewski Piotr Kiełpikowski Adam Krzesiński Cezary Siess Ryszard Sobczak               |
| Sabie individual   | Bence Szabó (HUN)                                                                                     | Marco Marin (ITA)                                                                                                | Jean-François Lamour (FRA)                                                                              |
| Sabie pe echipe    | Echipa Unificată Grigori Kirienko Stanislav Pozdniakov Heorhii Pohosov Vadim Hutțait Aleksandr Șirșov | Ungaria Bence Szabó Csaba Köves György Nébald Péter Abay Imre Bujdosó                                            | Franța Jean-François Lamour Jean-Phillippe Daurelle Franck Ducheix Hervé Grainger-Veyron Pierre Guichot |

### Feminin
| Probă              | Aur                                                                     | Argint                                                                           | Bronz |
| Floretă individual | Giovanna Trillini (ITA)                                                 | Wang Huifeng (CHN)                                                               | Tatiana Sadovskaia (EUN)                                                                                            |
| Floretă pe echipe  | Italia Francesca Bortolozzi-Borella Giovanna Trillini Valentina Vezzali | Germania Sabine Bau Zita Funkenhauser Annette Dobmeier Anja Fichtel Monika Weber | România · Reka Szabo · Claudia Laura Grigorescu · Elisabeta Tufan-Guzganu · Laura Badea · Roxana Daniela Dumitrescu |

## Țări participante
305 de trăgători (234 de bărbăti și 71 de femei) din 42 de țări au participat la Barcelona 1992.
- Africa de Sud (5)
- Arabia Saudită (1)
- Argentina (5)
- Australia (2)
- Austria (5)
- Brazilia (4)
- Canada (16)
- Cehoslovacia (5)
- China (15)
- Columbia (2)
- Coreea de Sud (15)
- Costa Rica (1)
- Cuba (5)
- Echipa Unificată (20)
- Egipt (1)
- Elveția (3)
- Estonia (2)
- Filipine (1)
- Franța (20)
- Germania (20)
- Grecia (1)
- Honduras (1)
- Hong Kong (3)
- Indonezia (2)
- Irlanda (1)
- Israel (1)
- Italia (20)
- Japonia (6)
- Kuweit (1)
- Liban (2)
- Marea Britanie (15)
- Noua Zeelandă (1)
- Paraguay (2)
- Participanții Olimpici Independenți (1)
- Polonia (20)
- Portugalia (4)
- România (15)
- Singapore (2)
- Spania (17)
- Suedia (6)
- Ungaria (20)
- Statele Unite ale Americii (16)

## Legături externe
- Statistice Arhivat în 1 martie 2009, la Wayback Machine. pe Sports Reference